# Buchschachtelberg
Buchschachtelberg (en checo: Bučina) es una montaña boscosa al sur de Henneberg en el oeste de los montes metálicos en Sajonia, que alcanzan unos 973 metros de altura. La frontera entre Alemania y la República Checa se desarrolla en su cumbre.
Al noroeste de la Buchschachtelberg se encuentra el Kranichsee Kleiner.
En invierno hay una pista de esquí que pasa por el Buchschachtelberg y a través de Scheffelsberg desde Henneberg hacia la frontera. Con clara visibilidad hay una buena vista de Buchschachtelberg desde los Montes Metálicos de Sajonia y Bohemia.